# Bennington (condado de Bennington)
Bennington es un lugar designado por el censo (en inglés, census-designated place, CDP) ubicado en el condado de Bennington, Vermont, Estados Unidos. Según el censo de 2020, tiene una población de 8795 habitantes.
La localidad comprende el centro del municipio de Bennington, del que depende administrativamente.

## Geografía
La localidad está ubicada en las coordenadas 42°52′16″N 73°10′49″O / 42.87111, -73.18028 (42.871243, -73.180181).

## Demografía
Según el censo de 2000, en ese momento los ingresos medios de los hogares eran de $30,591 y los ingresos medios de las familias eran de $39,225. Los hombres tenían ingresos medios por $30,451 frente a los $22,135 que percibían las mujeres. Los ingresos per cápita para la localidad eran de $16,507. Alrededor del 15.5% de la población estaba por debajo de la línea de pobreza.
De acuerdo con la estimación 2017-2021 de la Oficina del Censo, los ingresos medios de los hogares son de $48,457 y los ingresos medios de las familias son de $71,949. Los ingresos per cápita en los últimos doce meses, medidos en dólares de 2021, son de $30,152. Alrededor del 11.6% de la población está por debajo de la línea de pobreza.